# Ypthima apicalis
Ypthima apicalis är en fjärilsart som beskrevs av Moore 1884. Ypthima apicalis ingår i släktet Ypthima och familjen praktfjärilar. Inga underarter finns listade i Catalogue of Life.